# Новопустынка
Новопустынка (укр. Новопустинка) — посёлок в Покровском районе Донецкой области Украины. Расположено на реке Солёная.
Население по переписи 2001 года составляло 93 человека. Почтовый индекс — 85370. Телефонный код — 623.
5 декабря 2024 года в ходе боёв за Покровск Вооружённые силы РФ заняли село.

## Местный совет
85370, Донецкая обл., Покровский район, с. Новотроицкое, ул. Центральная